# Mairena del Alcor
Mairena del Alcor és una localitat de la província de Sevilla, Andalusia, Espanya. L'any 2005 tenia 18.075 habitants. La seva extensió superficial és de 69 km² i té una densitat de 262,0 hab/km². Les seves coordenades geogràfiques són 37° 22′ N, 5° 44′ O. Està situada a una altitud de 135 metres i a 25 kilòmetres de la capital de la província, Sevilla.

## Demografia
| 1996   | 1998   | 1999   | 2000   | 2001   | 2002   | 2003   | 2004   | 2005   | 2006   |
| ------ | ------ | ------ | ------ | ------ | ------ | ------ | ------ | ------ | ------ |
| 16.071 | 16.249 | 16.408 | 16.649 | 16.788 | 16.947 | 17.315 | 17.623 | 18.075 | 18.710 |